# Cəlilabad (rajón)

Mapa Ázerbájdžánu s vyznačeným rajónem Cəlilabad

Cəlilabad je rajón v Ázerbájdžánu, ležící asi 180 km od hlavního města Baku.
Hlavním městem je město Cəlilabad.
Má rozlohu 1 440 km2 a žije zde okolo 170 000 obyvatel.

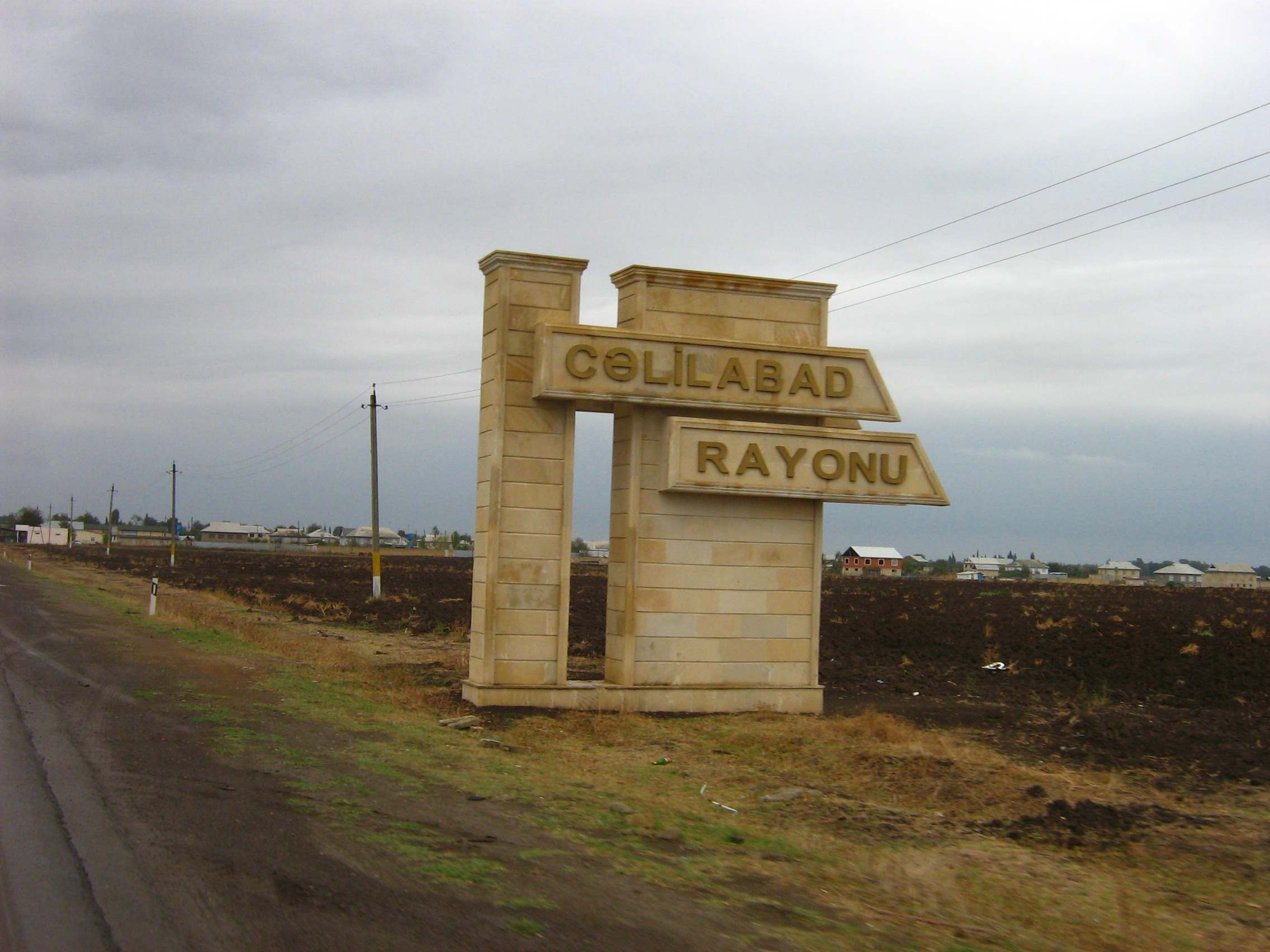
Vjezd do Cəlilabadského rajónu